# Enzo Hodebar
Enzo Hodebar (17 de mayo de 1999) es un deportista de Francia que compite en atletismo. Ganó una medalla de plata en el Campeonato Europeo de Atletismo Sub-23 de 2021, en la prueba de Triple salto.